# Котиков, Михаил Захарович
Михаил Захарович Котиков (8 ноября 1897 — 22 апреля 1981) — советский военный деятель, генерал-майор, участник Великой Отечественной войны.

## Биография
Михаил Захарович Котиков родился 8 ноября 1897 года в деревне Кулычево Смоленской губернии. В декабре 1917 года добровольцем вступил в отряд Красной Гвардии. В марте 1918 года вступил в партизанский отряд, действовавший под городом Павлоградом. В октябре 1918 года Котиков поступил на службу в Рабоче-Крестьянскую Красную Армию. Участвовал в установлении на Северном Кавказе, боях против Добровольческой армии генерала А. И. Деникина, войск С. В. Петлюры, П. Н. Врангеля, Н. И. Махно. В 1922 году окончил 7-ю Севастопольскую артиллерийскую школу, в 1924 году — артиллерийское отделение Киевской объединённой военной школы, после чего служил на командных должностях в различных артиллерийских частях. В 1936 году окончил командный факультет Военной артиллерийской академии имени Ф. Э. Дзержинского. С октября 1940 года был начальником артиллерии 4-й отдельной бригады ПВО Забайкальского особого военного округа. В этой должности встретил начало Великой Отечественной войны.
С июля 1941 года командовал 7-й отдельной бригадой ПВО Западного фронта. Участвовал в Смоленском сражении, Вяземской оборонительной операции, битве за Москву. С декабря 1941 года командовал Саратово-Балашовским дивизионным районом ПВО. В июне 1942 года назначен исполняющим обязанности начальника артиллерии Сталинградского корпусного района ПВО. Участвовал в Сталинградской битве. В октябре 1942 года назначен командиром 3-й зенитно-артиллерийской дивизии Резерва Главного Командования. Во главе неё участвовал в контрнаступлении под Сталинградом, Среднедонской наступательной операции. В октябре 1943 года Котиков был назначен заместителем по ПВО командующего артиллерией 2-го Украинского фронта.
После окончания войны продолжал службу в Советской Армии. командовал различными зенитно-артиллерийскими дивизиями. В августе 1948 года в звании генерал-майора артиллерии был уволен в запас. Жил в городе Сочи Краснодарского края. Умер 22 апреля 1981 года.

## Награды
- Орден Ленина (21 февраля 1945 года);
- 3 ордена Красного Знамени (22 декабря 1941 года, 30 апреля 1943 года, 3 ноября 1944 года);
- Орден Богдана Хмельницкого 2-й степени (28 апреля 1945 года);
- Орден Отечественной войны 1-й степени (5 июня 1943 года);
- Орден Красной Звезды;
- Медали.